# Pietro Antonio Cesti
Pietro Antonio Cesti, známý též (nesprávně) jako Marc’Antonio Cesti (5. srpna 1623 v Arezzu – 14. říjen 1669 ve Florencii) byl italský operní skladatel, dvorní kapelník v Innsbrucku a františkán.

## Život
Pokřtěn jako Pietro Cesti, vstoupil ve čtrnácti letech do františkánského řádu a přijal řádové jméno Antonio. Vstup do řádu pro něj byl, jako ve své době pro mnoho dalších jinochů, jedinou cestou, jak získat hudební vzdělání.
Učil se v Římě u Giacoma Carissimiho a následně zastával různé duchovně-hudební úřady v Itálii, ve dvaceti letech se stal varhaníkem katedrály a hudebním mistrem semináře ve Volteře, aby roku 1647 vystupoval jako zpěvák v nově restaurovaném divadle v Sieně. Roku 1650 se Cesti dostal do Florencie, kde se navzdory svému řeholnímu slibu brzy stal známým v divadelním světě. Zpíval např. v opeře Giasone Francesca Cavalliho v Lukce, což mu vyneslo výstrahu od minoritského řádu.
V letech 1651 a 1652 uvedl v Benátkách své první dvě vlastní opery. V letech 1652 až 1657 byl Cesti jmenován komorním kapelníkem soukromé kapely arcivévody Ferdinanda Karla v Innsbrucku. Tam společně se svým rodákem z Arezza, libretistou Giovanni Filippem Apollonim provedli tři představení, která měla na italské poměry veliký úspěch: Argia byla uvedena k poctě královny Kristýny Švédské, jež čerstvě konvertovala ke katolictví, která se při své cestě do Říma zastavila v Innsbrucku. V roce 1656 následovala Orontea u příležitosti karnevalu a La Dori z roku 1657.
Cesti se musel v roce 1659 na příkaz františkánského řádu odebrat do Říma, kde, zproštěn slibu, zpíval v Sixtinské kapli a komponoval.
V letech 1665 až 1667 působil také jako kapelník na dvoře císaře Leopolda I. ve Vídni, kde také zkomponoval pro oslavu císařova sňatku svoji nejznámější operu, Il Pomo d’oro. Nakonec se však Cesti vrátil do Itálie, neboť okázalá nádhera Vídně jej omrzela. Roku 1669 působil na arcivévodských dvorech, ve Florencii a Sieně vedl představení oper a přijal také objednávky pro Benátky. Cesti byl vedle Francesca Cavalliho nejvýznamnějším operním skladatelem své doby.
Jméno Marc'Antonio, jež se často objevuje v literatuře, mu bylo přisouzeno omylem.

## Dílo (výběr)
Vedle oper skládal Cesti také množství světských kantát a několik duchovních vokálních skladeb.
- Alessandro vincitor di se stesso (Benátky, 1651)
- Cesare Amante (Benátky 1652)
- La Cleopatra (1654, innsbrucká verze opery Alessandro vincitor di se stesso)
- L’Argia (Innsbruck 1655)
- L’Orontea (Innsbruck 1656,[1] Libreto: Giacinto Andrea Cicognini, přepracováno Filippem Apollonim)
- Il Pomo d’Oro (Vídeň 1656)
- La Dori (Innsbruck 1657, libreto: Apolloni)
- Venere Cacciatrice (Innsbruck 1659, libreto: Sbarra)
- La Magnanimità d’Alessandro (Innsbruck 1662, libreto: Sbarra)
- La Semiramide (Innsbruck 1665, libreto: Moniglia)
- Il Tito (libreto: Nicolò Beregan; Benátky 1666)